# Nogent-sur-Seine
Nogent-sur-Seine là một xã ở tỉnh Aube, thuộc vùng Grand Est ở phía bắc miền trung nước Pháp.

## Dân số
| v. 1982                                                         | 1990  | 1999 |
| --------------------------------------------------------------- | ----- | ---- |
| -                                                               | 5 505 | 6072 |
| Nombre retenu à partir de 1982: Population sans doubles comptes |       |      |